# Egidius-Braun-Stiftung

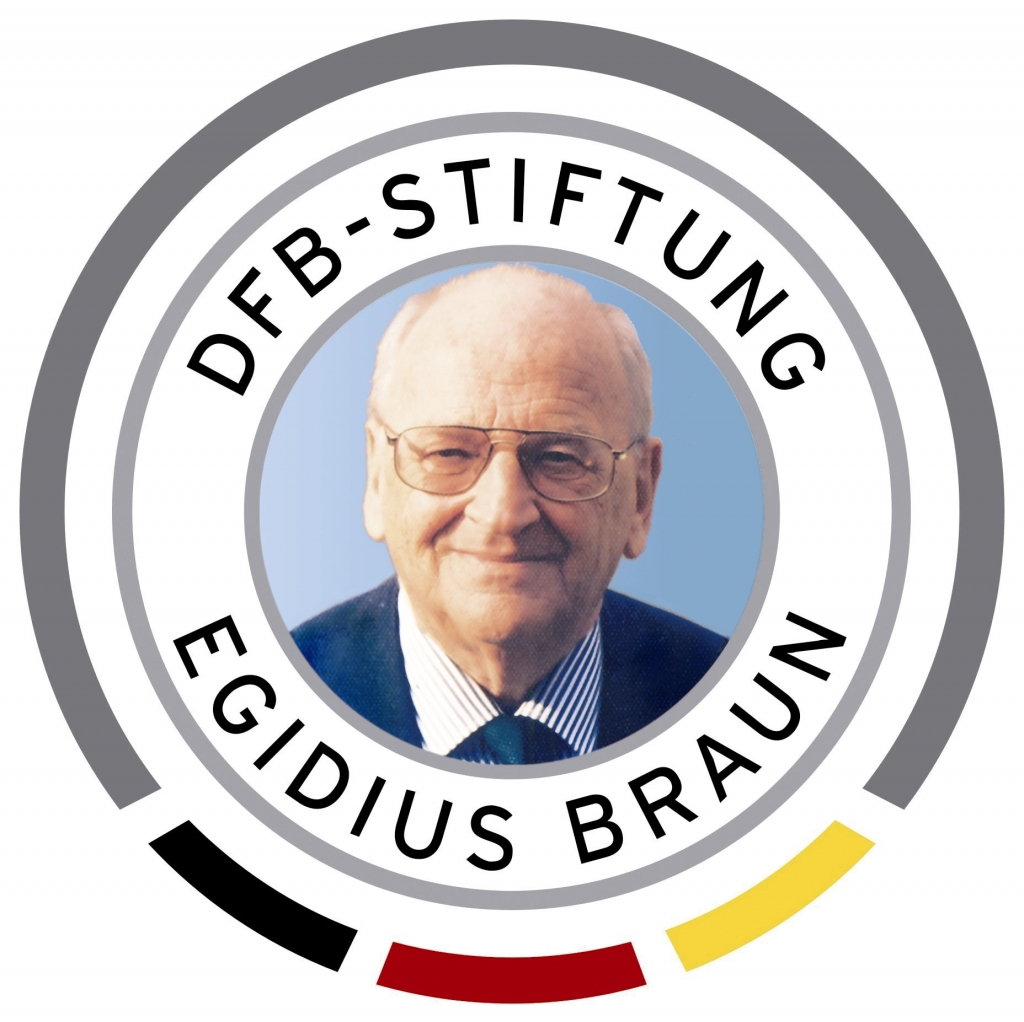
Logo der Stiftung

Die Egidius-Braun-Stiftung (offiziell: DFB-Stiftung Egidius Braun) ist eine Stiftung des Deutschen Fußball-Bundes mit Sitz in Hennef (Sieg). Der Deutsche Fußball-Bund hat Egidius Braun mit der Ernennung zum DFB-Ehrenpräsidenten ausgezeichnet und das Lebenswerk seines früheren Präsidenten mit der Errichtung der DFB-Stiftung Egidius Braun für soziale Integration, Kinder in Not und der Mexico-Hilfe gewürdigt. Egidius Braun war von 1992 bis 2001 Präsident des Deutschen Fußball-Bundes. Die Stiftung hat seit September 2013 ihren Sitz auf dem Gelände der Sportschule Hennef.
Die Stiftung unterstützt nach dem Credo ihres Namensgebers „Fußball – Mehr als ein 1:0“ verschiedene Projekte im Bereich der sozialen Integration im In- und Ausland. Die Aktion „Kinder in Not“ unterstützt insbesondere Kinder in Osteuropa, während in der Mexico-Hilfe seit der Fußball-Weltmeisterschaft von 1986 Bildungsprojekte für Kinder und Jugendliche angesiedelt sind (z. B. die Unterhaltung der Kindertagesstätte „Casa de Cuna“ in Querétaro und die Förderung des Straßenkinderprojektes in Puebla). Die 2001 errichtete Stiftung ist Rechtsnachfolgerin des früheren DFB-Sportfördervereins.

## Gremien und Botschafter
Vorsitzender der Stiftung war bis zu seinem Tod im März 2022 Egidius Braun, der durch den geschäftsführenden Vorsitzenden, DFB-Vizepräsident Dirk Janotta, vertreten wurde. Seither ist DFB-Vizepräsident Ralph-Uwe Schaffert Vorsitzender der Stiftung. Geschäftsführer der Stiftung ist Tobias Wrzesinski. Vorsitzender des Kuratoriums ist DFB-Präsident Bernd Neuendorf.
Jonathan Tah ist Botschafter der DFB-Stiftung Egidius Braun.

## Geschichte der Stiftung
Nach dem Besuch des Waisenhauses Casa de Cuna im Rahmen der Fußball-Weltmeisterschaft 1986 in Mexiko und dem Eindruck der dort herrschenden Not, entschlossen sich der damalige Delegationsleiter und DFB-Schatzmeister Egidius Braun und die Nationalmannschaft zu einer spontanen Hilfsaktion. Die verschiedenen folgenden Hilfsprojekte wurden zunächst im DFB-Sportförderverein gebündelt, 2001 wurde die Stiftung durch den DFB gegründet.

## Engagement
Zweck der Stiftung ist die Förderung des Sportes, der Kultur, der Erziehung, der Bildung, der Berufsbildung, der Studentenhilfe, der Jugendhilfe, der Volksverständigung, der Integration ausländischer Mitbürgerinnen und -bürger in die Gesellschaft und der Hilfe für politisch, rassisch und religiöse Verfolgte.

### Mexiko-Hilfe
Aufgrund der Initiative von Egidius Braun engagiert sich der DFB seit der Fußball-Weltmeisterschaft 1986 mit der Mexico-Hilfe, um Kindern und Jugendlichen über Bildungsprojekte, Lebenschancen zu eröffnen. Mit weit mehr als fünf Millionen Euro hat die Stiftung in den vergangenen 34 Jahren verschiedene Projekte der Kinder- und Waisenbetreuung finanziert. In den Jahren 2016 bis einschließlich 2020 werden insgesamt 1,21 Millionen Euro aufgewendet. Kooperationspartner ist das Kindermissionswerk „Die Sternsinger“ aus Aachen.

### Osteuropa-Hilfe
Der DFB half Anfang der 1990er-Jahre den sich damals neu formierten Staaten beim Aufbau demokratischer Verbandsstrukturen. Auf Initiative Egidius Brauns, der zu dieser Zeit auch Schatzmeister der UEFA war, wurden auch Projekte für Straßen- und Waisenkinder aufgebaut, die seit 2001 von der Stiftung gefördert werden. Zusammen mit dem Kindermissionswerk Die Sternsinger werden bis einschließlich 2020 insgesamt zehn dieser Projekte in sechs Ländern unterstützt. Das Engagement ist vielfältig: unterstützt werden zum Beispiel Kinderheime, Krankenhäuser, Bildungszentren, Schulen und Kindergärten. Kinder einer ausgegrenzten Roma-Minderheit in der drittgrößten albanischen Stadt Shkodër erhalten beispielsweise in der Schule warmes Essen. Auch in Lettland, der Ukraine und Bosnien-Herzegowina oder Kroatien wird auf unterschiedliche Art und Weise geholfen.

### Afrika-Hilfe
Die erste Zuwendung der DFB-Stiftung Egidius Braun ging im Sommer 2001 an ein Projekt in Kenia. Seitdem unterstützt die Stiftung Initiativen und Maßnahmen von Fußballern in Afrika, getreu dem Motto „Fußballern beim Helfen helfen“. Solidarisch gefördert werden unter anderem Projekte von Fußballvereinen oder Einzelpersonen, die sich in Afrika engagieren, zum Beispiel die von DFB-Ehrenmitglied Hermann Selbherr initiierte Togo-Hilfe Wangen oder das Projekt „Auf Ballhöhe“ in Südafrika. Dabei verdoppelt die Stiftung jeweils die Summe, die von den Initiativen aufgebracht wird. Gemeinsam mit den Sternsingern wird seit dem WM-Sommer 2010 zudem das Zirkusprojekt Zip Zap gefördert.

### Fußball-Ferien-Freizeiten
Die Fußball-Ferien-Freizeiten sind das zentrale Eigenprojekt der Stiftung. Die Jugendarbeit breitensportlich-orientierter Fußballvereine, die sich durch eine besondere Integrationswirkung und Qualität auszeichnet, wird durch die Teilnahme an den Fußball-Ferien-Freizeiten belohnt. Die Stiftung übernimmt sämtliche Kosten für die An- und Abreise, die Unterbringung, Verpflegung und das Rahmenprogramm.
Die Fußball-Ferien-Freizeiten waren einst das erste DFB-Projekt, das direkt an die Vereinsbasis gerichtet war. Die Idee dazu stammt von Egidius Braun. Der frühere DFB-Präsident wollte den Fußball nie nur für die Großen – gerade die „kleinen“ Vereine sollten den DFB erleben können. In den Fußball-Ferien-Freizeiten lebt dieser Gedanke bis heute fort – 75 Klubs nehmen jedes Jahr an einer von 18 Freizeiten teil. Mitmachen können alle Fußballvereine in Deutschland. Diese können sich um eine Teilnahme direkt bei der DFB-Stiftung bewerben.
Natürlich steht der Fußball in seinen verschiedenen Spielformen im Vordergrund, die Veranstalter legen jedoch Wert darauf, das Rahmenprogramm so abwechslungsreich wie möglich zu gestalten. Im Vordergrund steht die Begeisterung der Jugendlichen für eigenes ehrenamtliches Engagement in ihren Heimatvereinen. Standorte für die Freizeiten sind die Sportschulen der DFB-Landesverbände in Edenkoben, Hennef, Leipzig, Malente, Schöneck und Grünberg.

### Förderanträge undKinderträume
Mit der Initiative Kinderträume unterstützt die Stiftung zusammen mit der A-Nationalmannschaft der Männer kleinste und kleine ehrenamtliche Initiativen im In- und Ausland. Über allem steht das Motto: „Anderen beim Helfen helfen“. Die Aktion richtet sich an gemeinnützige Projekte und Initiativen, die sich nachhaltig um das Wohl von Kindern und Jugendlichen bemühen. Bisher wurden so bereits rund 300 Projekte gefördert: beispielsweise pädagogische Freizeitprogramme für benachteiligte Kinder, Jugendbegegnungsprogramme oder Rollstuhl-Fußballturniere. Aber auch die Anschaffung von Prothesen, Rollstühlen und anderen Hilfsmitteln wurde im Einzelfall subventioniert.
Anlässlich der Fußball-WM 2014 in Brasilien wurden insgesamt 18 unterschiedliche Projekte unterstützt. Für die Kampagne stellten die deutschen Nationalspieler, die DFB-Stiftung Egidius Braun, die DFL Stiftung und das Kindermissionswerk „Die Sternsinger“ insgesamt 564.500 Euro zur Verfügung. Die Förderung läuft bis einschließlich 2024.
Die Stiftung unterstützt das „Hopp-Kindertumorzentrum“ (KiTZ) in Heidelberg im Rahmen einer Patenschaft. Der A-Nationalspieler Jonathan Tah engagiert sich in diesem Kontext als Botschafter.

### Sommerakademie
Im Jahr 2019 wurde gemeinsam mit der Klitschko Foundation erstmals eine deutsch-ukrainische Jugendbegegnung in Malente durchgeführt. 38 Jugendliche im Alter von 14 bis 16 Jahren aus den beiden Partnerländern nahmen an der einwöchigen Begegnung teil.
Bei der Begegnung geht es um die Stärkung der Willenskraft der Jugendlichen. Eine Methode, um seine Ziele und Herausforderungen zu erkennen und langfristig zu verfolgen, ist die von Wladimir Klitschko und seinem Team von Klitschko Ventures entwickelte Methode „F.A.C.E. the Challenge“, die auch in der „Challenge Academy“ zur Anwendung kam. Ergänzt wurde die Methode um Impulse und Workshops zu gesellschaftlich relevanten Themen, wie die Vorstellung der UN Sustainable Development Goals durch Werder Bremens langjährigen Manager und früheren UN-Sondergesandten Willi Lemke.
Der Besuch von Wladimir Klitschko und René Adler war ein besonderes Highlight der einwöchigen englischsprachigen Jugendbegegnung. Die beiden ließen die Jugendlichen an ihren Erfahrungen im Umgang mit Herausforderungen teilhaben.

### Engagement für Flüchtlinge
„1:0“ und „2:0 für ein Willkommen“:
Im Rahmen der Initiativen „1:0“ und „2:0 für ein Willkommen“ wurden zusammen mit der Beauftragten der Bundesregierung für Migration, Flüchtlinge und Integration im Zeitraum vom 19. März 2015 bis 31. Dezember 2019 insgesamt 3.765 Förderanträge bewilligt und dabei mehr als 2,3 Millionen. Euro aufgewendet. Seit dem 1. Januar 2020 ist die Förderung von individuellen Anträgen nicht mehr möglich. Gefördert werden seitdem spezifische Aus-, Fort- und Weiterbildungsprogrammen für geflüchtete Menschen in den DFB-Regional- und -Landesverbänden.

### Benefiz-Länderspiel
Veranstalter des in der Regel alle zwei Jahre stattfindenden Benefiz-Länderspiels ist die DFB-Stiftung Egidius Braun. Die kompletten Einnahmen kommen den sozialen Stiftungen des Deutschen Fußball-Bundes (DFB) sowie der DFL Stiftung zugute. Auch bei schweren Naturkatastrophen wurden bereits Partien ausgetragen. Die Nationalmannschaft trägt damit entscheidend dazu bei, dass sich die Stiftungen des Deutschen Fußball-Bundes und der DFL für ihre vielfältigen Projekte und Initiativen engagieren können.
Am 5. Oktober 1993 fand die erste solche Partie statt. Anlass war der Brandanschlag von Solingen, bei dem fünf Mitglieder einer türkischen Familie ums Leben kamen. Egidius Braun ließ unter dem Motto „Mein Freund ist Ausländer“ eine Partie der Nationalmannschaft gegen eine Auswahl ausländischer Bundesliga-Profis organisieren. Ausgetragen wurde die Begegnung unter der Schirmherrschaft des damaligen Bundeskanzlers Helmut Kohl in Augsburg.

## Finanzierung der Stiftung
Die Finanzierung der Stiftungsarbeit ist primär durch fortlaufende Zuwendungen des Stifters gesichert.